# 德國電視二台
49°57′52″N 8°12′29″E / 49.96444°N 8.20806°E
德国电视二台（缩写）是德国的一个公共电视台，也是欧洲最大的电视台之一。它与德國公共廣播聯盟和德国广播电台是德国公共广播的三个组成部分。

## 历史和发展

### 建台

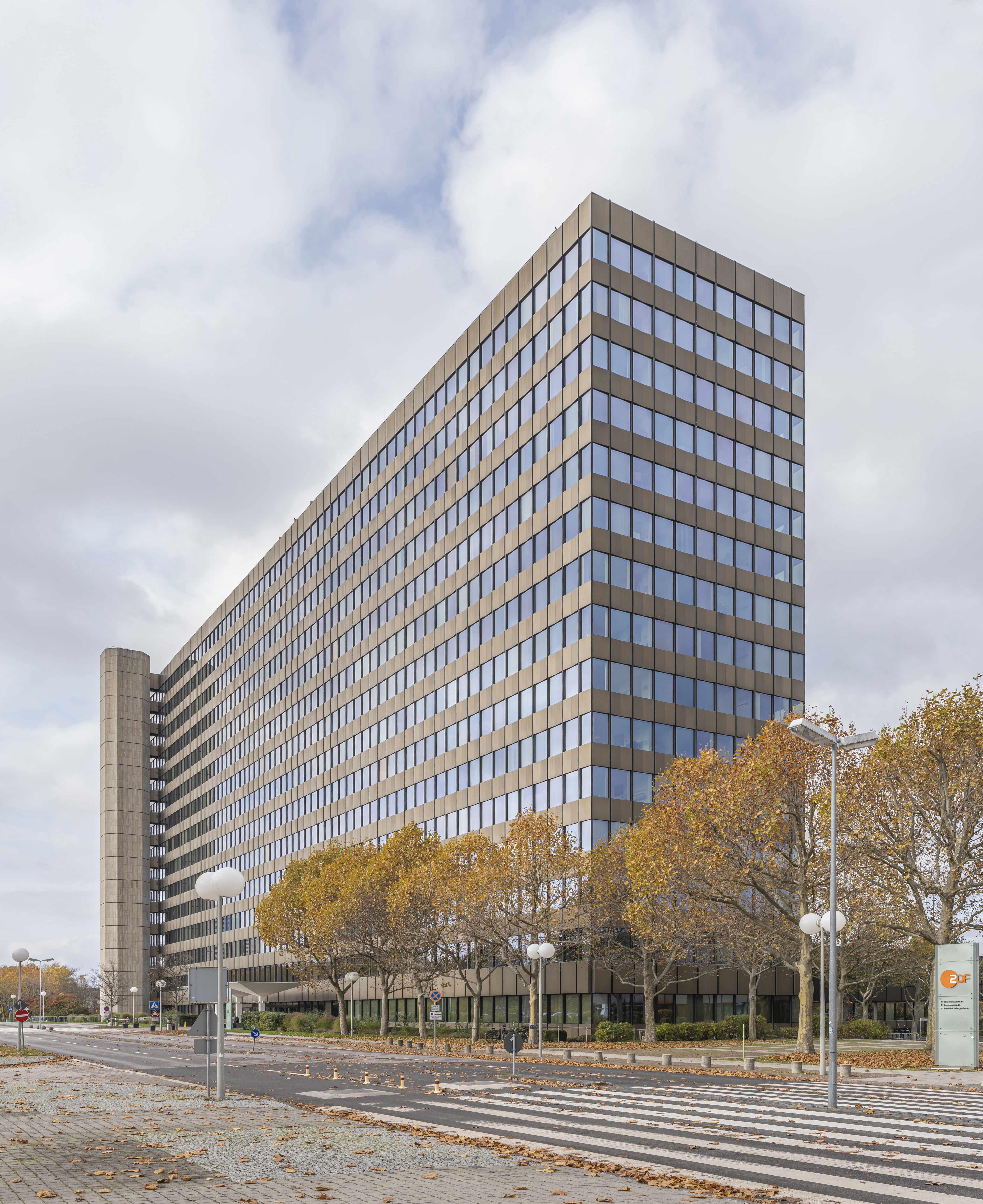
德國電視二台總部

从1960年开始，德国开始为设立电视二台做准备。二台的发送频率为极高频。对于当时的电视机来说，在收看时需要另一个天线以及一个能够接收极高频的接收机。老一代的电视机无法接收极高频，则需要一台约80马克的转换机来收看。与德国电视一台一样，在二台的建台计划中，盡可能使在共產黨鐵幕下的東德境内越多地方能够收到其信号，是一个非常重要的因素。在二台还没有建立之前，为了使用已经建成的发射网以及刺激观众接受极高频信号，电视一台被允许每天从晚上八点至十点在极高频上播送第二套节目。这个第二套节目于1961年5月1日开始在黑森广播公司的播送范围内开始试播，一个月后普及到整个西德。
本来康拉德·阿登纳政府打算通过建立二台作为一个受政府控制的电视台，但是1961年初，德国联邦宪法法院判决这个做法违反德国宪法。1961年6月6日，德国各州签署协议，建立一个名为“德国电视二台”的电视台；各州轮流负责监督该电视台，每个州的监督期为两年；电视台的总部设立在萊茵蘭-普法爾茨邦的首府美茵茨；计划中，该电视台应该于1962年6月1日开播，但是这个期限不断被推迟。1963年3月19日至20日夜间，二台首次从法兰克福附近大费尔德山上的发射塔试播；1963年3月26日至27日夜间，从全德国所有的发射塔试播。当时德国境内约61%的电视机可以收到二台的节目。1963年4月1日，二台正式开播。
當時，德國公共廣播聯盟希望，在二台开播后，能够再建立“德国电视三台”；但是由于当时缺乏空闲的频率，因此这个计划未能立刻实行。
1967年7月3日，德国电视二台与德国电视一台同时开始播放彩色信号。1967年8月25日，二台彩色电视成为规则；同时，二台提高其覆盖率，使得80%的观众能够收看二台的节目。

### 临时制作室
最初二台的制作室位于一个此前流产的商业电视台的临时制作室的场地上，它位于埃施波恩，实际上是一个农庄的房屋加上几幢过去的工场建筑。这个场地因此也被戏称为“电视西伯利亚”。场地上有两个相应面积为230和160平方米的摄影棚，每个摄影棚里有三台摄影机。此外还有一个配音室，这个配音室里也有两台摄影机，因此可以用来摄制新闻公布。此外还有以下设施：一个磁带录像机，三台可以放映16毫米和35毫米片的放映机，一台16毫米录像装置和一台16毫米冲洗装置。
当时二台的管理会议决定改造埃施波恩的费用太高，因此整个场地被迁往威斯巴登的一个前电影公司的臨時场地上。1964年4月1日该场地开始播送。电视台领导机构、节目播送设施和技术设施位于该场地上，在场地旁边的地盘上则有剪接室、拷贝室、照片显影和冲洗室以及总编办公室。此外在整个美茵茨和威斯巴登地区二台还散布地有约30个办公室。这些办公室里比如有中央档案室和配音室等设施。

### 美茵茨-萊爾辛堡

美茵茨-萊爾辛堡的徽章的右下方是德国电视二台最初的标志，显示了该市区与二台之间的密切关系

从一开始就计划二台应该有一个集中的驻地。1964年6月25日，二台在美茵茨市郊新开辟的萊爾辛堡地區，购买了一块面积104万平方米的土地。第一期工程包括一个转播车的车库，于1967年初完工。第二期工程包括一幢14层楼的编辑和管理楼，于1974年初完工。
1977年9月15日第三期工程开工，这个工程主要是一个圆形的播送中心，其外围直径为166米。经过六年的施工期此工程于1984年12月6日完工，成为欧洲最大的广播中心。
美茵茨-萊爾辛堡的徽章的右下方是德国电视二台最初的标志，显示了该市区与二台之间的密切关系。

### 其它制作场地
除其总部外德国电视二台还有17个国内的制作场地（在每个州首府有一个，在柏林有两个）以及19个国外制作场地（在美国有两个，分别在纽约市和华盛顿哥伦比亚特区）。

## 组织

### 经济状况
一开始德国电视二台的经济状况非常困难。当时的广播费为5马克，其中1.35马克作为手续费交给收费的邮局公司，其它的70%交给德國公共廣播聯盟，只有30%是给电视二台的，而且在一开始电视一台在极高频频段播送时还要将二台的一半分给一台。此后巴伐利亚广播公司认为电视二台的协议违反德国宪法和巴伐利亚宪法，因此从1963年9月1日开始拒绝将收到的广播费中二台的钱寄给二台。直到1965年11月5日联邦宪法法庭判决该协议不违反宪法后这笔钱才转给二台。第一次提高广播费是在1972年。在开始的几年里二台的广告收入也没有达到预计的高度。
目前广播费收费中心每月从每户收的17.03欧元中约4.20欧元交给电视二台。二台的总预算为约每年16亿欧元（2005年6月数据）。德國電視二台雖然也通過廣告獲得收入，但廣告收入只佔總收入的約8%。

### 职工
德國電視二台建台时约有2200名固定职工，今天约有3600名固定职工。

### 台长
德國電視二台的领导人是台长，他是由德國電視二台电视议会选举出来的。从2002年起其台长为马库斯·谢西特。

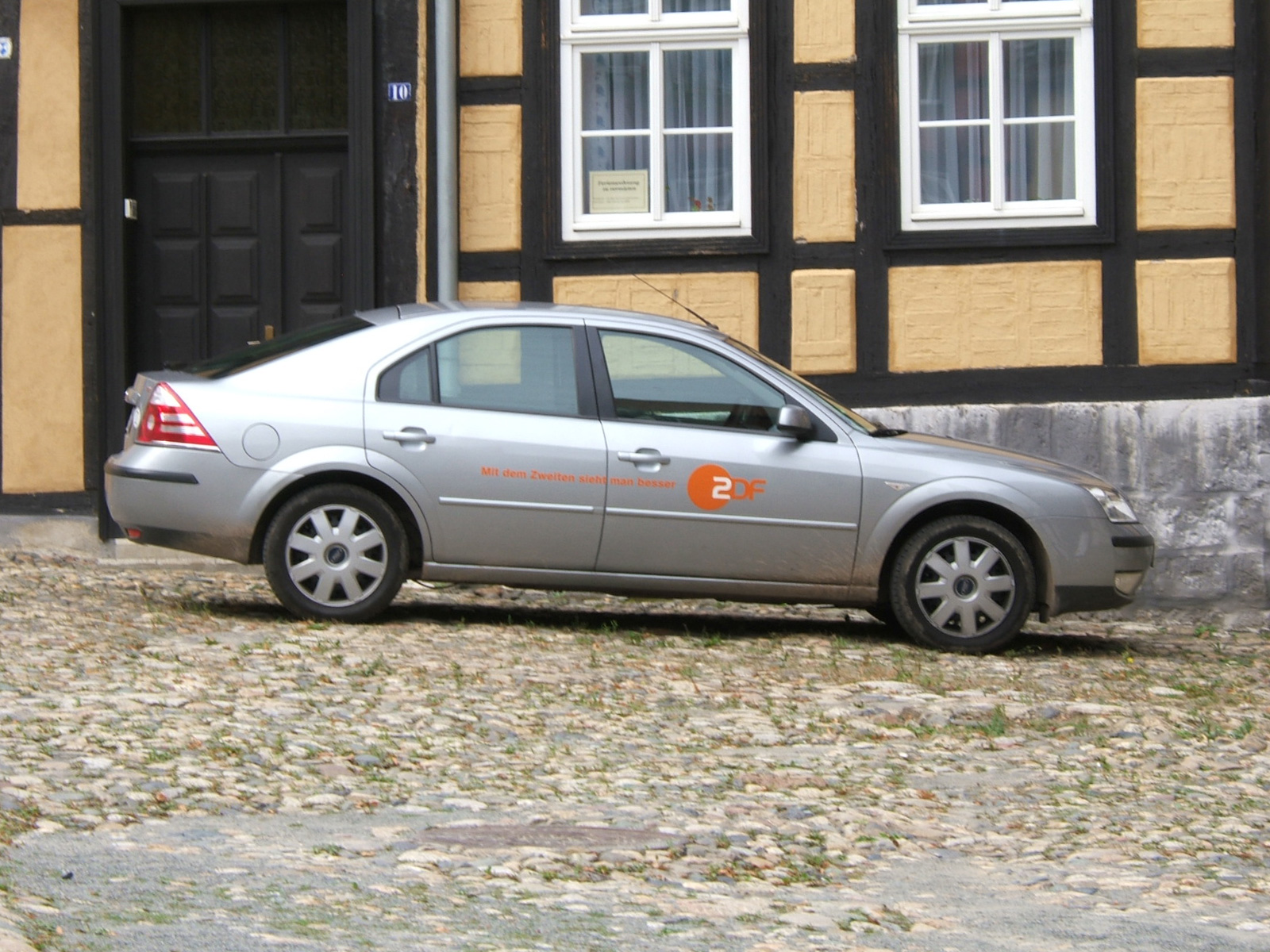
德國電視二台的车辆，上有电视台的标志和格言

## 节目
1963年4月1日德国电视二台开始播送，当时的格言是“二台第一”（Am Ersten das Zweite）。第一次的节目是90分钟的《柏林乐曲》的录像，内容是过去柏林的音乐。二台开始播送的第一年里的大多数节目是本来流产的商业电视台制作的节目。除此之外它还试图依靠体育节目如《当今体育报道》来吸引观众。这个节目非常成功，以至于它一直延续到今天。迁往威斯巴登后它又将过去许多下午的节目综合到一起，建立了《转盘》这个综合性的节目。此后二台也开始延长其播送时间。

### 广告
与德国电视一台一样二台每天在20:00以前可以播送广告，周日和全国性的节假日内不播送广告。广告一般不中断节目，而且最长为三分钟。德国电视二台的一个特点是每个广告之间有《小小美茵茨人》的动画。

## 技术
一开始德国电视二台仅使用地面站在西德境内播送。二台使用的地面站不是自己的，而是租用德意志联邦邮局的设备。联邦邮局私人化后为德国电信的设备。在1990年前其在两德边境设立的地面站尽量选择得可以覆盖东德最大面积。在当时的东德二台有许多观众。从1990年12月开始二台也开始在德国东部各州内发送，使用的频道是原德国电视台三台的频道。
德国电视二台是首家德國電視台试验有线电视傳送。从1993年8月的柏林国际无线电博览会开始德国电视二台开始使用卫星播送，同年开始使用有线电视和卫星播放数字信号。
从2002年开始德国电视二台开始通过数字电视地面广播播送数字电视。
德国电视二台是德国首家将所有自己制作的节目使用16:9宽幅播送的电视台。它最早使用宽幅播送的节目是2006年世界盃足球賽的转播，此后它逐渐将所有自己编制的节目转为宽幅。最后一次调整是于2007年6月25日将其新闻节目《今天》改为宽幅。

## 其它电视频道

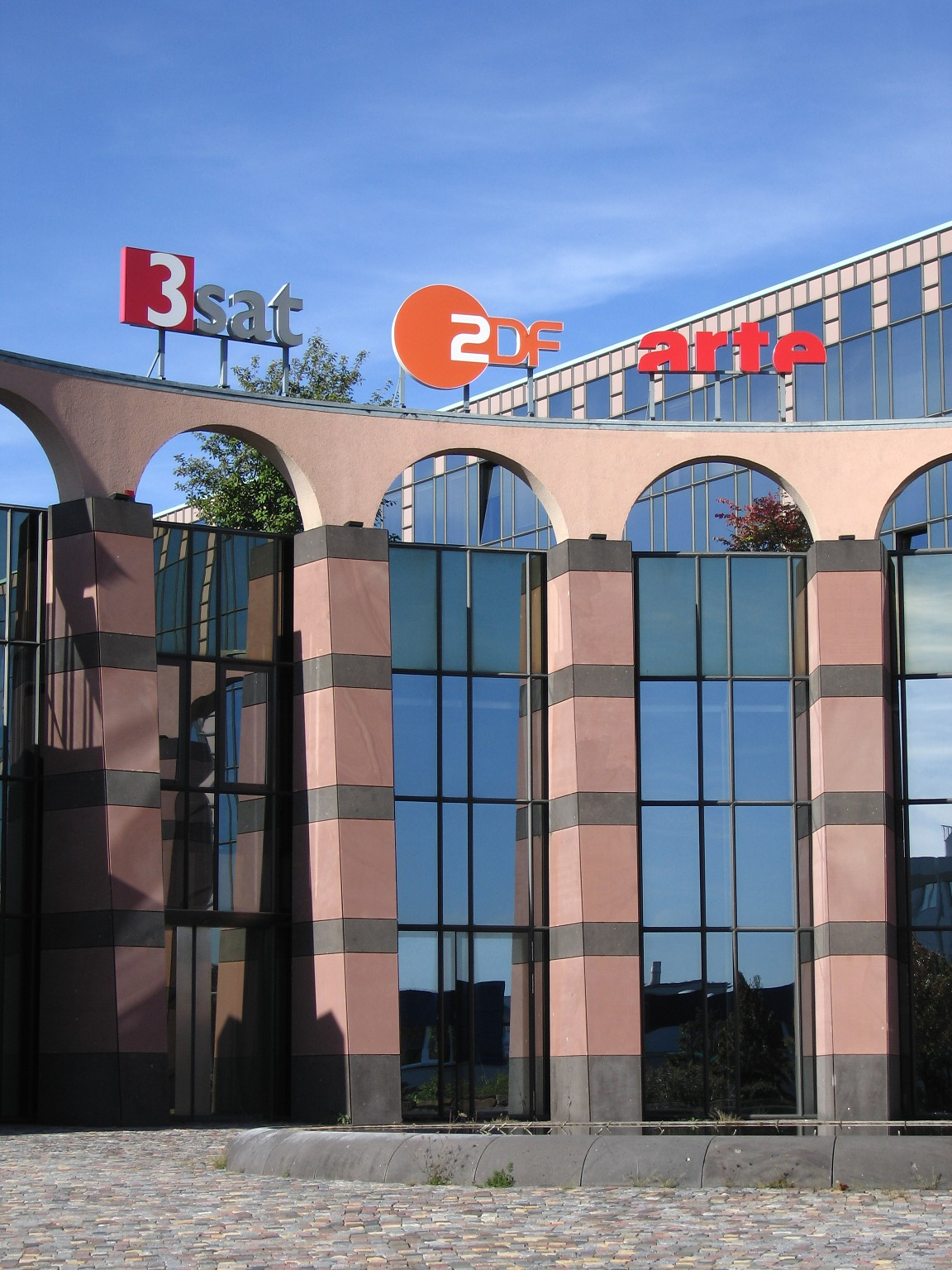
德國電視二台的第二广播中心

德國電視二台与其它电视台合作制作以下几个电视台节目：
- Phoenix
- KIKA

此外通过其数字节目播送三个不同的专门内容频道（新闻、纪录片和戏剧）。
在互联网上德國電視二台通过串流媒體和隨選視訊提供新闻和特选节目的播送。

## 争议

### 节目争议
有中國官方媒體报道称德国电视二台在“今日秀”节目中通过篡改中国受访者回答等手段来愚弄收视者。
此后中国外交部以及中国驻德国大使馆分别向德国电视二台提出交涉，要求德国电视二台做出“正式道歉，并保证此类事件今后不再发生”。 对此，德国电视二台的台长夏希特（Markus Schächter）致函中国驻德大使吴红波，对中方提出的抗议做出表态。信中写道，“我很遗憾，10月20日播出的内容有关法兰克福书展的‘今日秀’节目伤害了很多中国人的感情，并且让他们感觉受到侮辱。但这绝不是我们的用意。”
夏希特还在信中对“今日秀”的节目形式做了解释。他说，"今日秀"节目不同于德国电视二台制作的一般性新闻节目，"今日秀"是对当下新闻话题以讽刺、戏虐、漫画的形式进行评论的讽刺艺术节目。这种讽刺艺术形式由于语言尖锐刻薄甚至无礼的特点，只要存在就会成为"引发争执不满的源头"。

### 亲俄宣传争议
2024年2月2日，在俄罗斯入侵乌克兰的大背景下，德国公共广播公司ZDF的记者、电视频道莫斯科分社的负责人科尔佩尔（Armin Körper）拍摄了一篇报道，歪曲被占领的马里乌波尔的生活景象，引起了乌克兰方面的强烈抗议。科尔佩尔在报道其中，他谈到这座城市据称正在“重建”，而其大多数居民都是亲俄罗斯的人，那里没有反对派，并使用模棱两可的短语声称该城市「正常运作」，描述了俄罗斯如何在大量财政资源的帮助下试图营造正常和重建的印象。最后，他「毫不怀疑」称不相信马里乌波尔是俄罗斯非法占领的领土。
乌克兰外交部随着要求德国电视二台提供官方解释，其驻德国大使及马里乌波尔市政人员亦发表谴责声明。乌克兰驻德国大使奥莱克西·马基耶夫（Oleksii Makiieev）表示，这个故事在他认识的许多德国专家和记者中引起了强烈的负面反应，其中包括科尔佩尔在德国电视二台的同事，表示德国记者的同事都称这个故事是一场「灾难」。乌克兰外交部发言人奥列格·尼科连科表示，这种歪曲事实的行为不能被视为新闻工作，德国电视二台莫斯科分社社长没有获得基辅的许可前往马里乌波尔，这违反了乌克兰法律，亦可能会影响该电视频道在乌克兰的进一步活动。马里乌波尔市市长顾问佩特罗·安德留申科（Petro Andryushenko）反驳报道中「城市正常运作」的故事，表示被占领的城市没有电力供应，街道上发霉和泥土问题，电力和供水也出现问题。
在承受了大量观众和业界人士的批评后，德国电视二台回应解释，其正在严肃对待针对马里乌波尔报道的批评，强调在乌克兰的报道中从未对马里乌波尔是俄罗斯非法占领的领土以及谁是这场战争的侵略者和受害者留下任何疑问，但承认记者科尔佩尔声称的在俄罗斯帮助下「该城市正常运转」这句话是具有「误导性」的。

### 引用
1. ↑  .   [2009-11-03]. （原始内容存档于2013-12-27）.
2. ↑  .   [2009-12-05]. （原始内容存档于2009-12-08）.
3. ↑  .   [2009-12-05]. （原始内容存档于2009-12-08）.
4. 1 2 3  . svidomi.in.ua. 2024-02-02. （原始内容存档于2024-02-04） （英语）.
5. 1 2  . European Pravda. 2024-02-02. （原始内容存档于2024-02-15） （英语）.
6. 1 2  . news.online.ua. 2024-02-02. （原始内容存档于2024-02-04） （英语）.
7. 1 2  . RBC-Ukraine. 2024-02-02. （原始内容存档于2024-03-03） （英语）.
8. ↑  . Альтернатива. 2024-02-02. （原始内容存档于2024-02-26） （俄语）.